# هدم (کنتیکت)
هدم (به انگلیسی: Haddam) یک منطقهٔ مسکونی در ایالات متحده آمریکا است که در شهرستان میدلسکس، کنتیکت واقع شده‌است. هدم ۱۲۰٫۲ کیلومتر مربع مساحت و ۸٬۳۴۶ نفر جمعیت دارد و ۹۸ متر بالاتر از سطح دریا واقع شده‌است.